# Farpi Vignoli
 (mai 2015).
Pour les articles homonymes, voir Vignoli.
Farpi Vignoli (né le 21 août 1907 à Bologne et mort en novembre 1997) est un sculpteur italien du XXe siècle. 
Dans les textes critiques des années trente, il est présenté comme un espoir de la sculpture italienne, grâce à quelques œuvres qui l'avaient rendu célèbre, parmi lesquelles, Le Conducteur de sulky, qui lui a valu la médaille d'or pour la sculpture, dans la section Art aux Jeux olympiques de Berlin, en 1936. 

## Autres événements artistiques
- 1936 : Premier prix au Concours National Curlandese de peinture.
- 1936 : gagne le Concours National pour le Bureau au Lycée Artistique de Bologne.
- 1936 : nommé à l'Académie Clementino.
- 1936 : invité à la Biennale de Venise pour la sculpture.
- 1937 : vainqueur du Concours National Baruzzi de sculpture.
- 1938 : invité à la Biennale de Venise pour la sculpture.
- 1939-40 : exposition internationale de New York.
- 1946 : invité à la Biennale de Venise.
- 1946 : expose un groupe d'aquarelles à la Royal Academy de Londres.
- 1947 : invité à la Quadriennale romaine.
- 1950 : invité à la Biennale de Venise.
- 1951 : exposition d'aquarelles à la Galerie Bolzani à Milan.
- 1968 :  tombe de Cucchi à la chartreuse de Bologne.